# Oskar Bergman
Oskar Bergman, né le 18 octobre 1879 à Stockholm et mort le 20 juillet 1963 à Saltsjöbaden, est un artiste peintre et graphiste suédois. Il travaille principalement à l'aquarelle et la gouache. Ses œuvres sont des représentations réalistes et détaillées des paysages du centre de la Suède.
Bergman est autodidacte, mais il effectue plusieurs voyages d'études en Europe. Il est fortement influencé par le symboliste français Armand Point. 
Ses œuvres sont visibles, entre autres, au Musée national, à la Galerie Thiel, au musée d'art de Norrköping, au conseil du comté d'Örebro et au musée de Malmö. Bergman a longtemps vécu à côté de la ferme Neglinge à Saltsjöbaden et est enterré dans le cimetière de la ville de Skogsö. 

## Famille
Oskar Bergman est le frère de l'acteur et metteur en scène Axel Bergman.